# Ghislain Gimbert
Ghislain Gimbert (Roanne, 7 agosto 1985) è un calciatore francese, attaccante dell'Eclaron Valcourt.